# Icelandic Modern Media Initiative
De Icelandic Modern Media Initiative (IMMI) is project voorafgaand aan de gelijknamige IJslandse wet die als doel heeft het land tot een toevluchtsoord te maken voor vrijheid van informatie, meningsuiting en expressie. De wet creëert een ondersteunende en aantrekkelijke jurisdictie voor de publicatie van onderzoeksjournalistiek en andere bedreigde online media.
Op 18 februari 2010 werd door het project een parlementaire resolutie ingediend in het IJslandse parlement, het Alding, waar werd voorgesteld dat IJsland "juridisch een sterk standpunt inneemt met betrekking tot de bescherming van de vrijheden van meningsuiting en informatie." Het voorstel werd unaniem door het parlement aangenomen op 16 juni 2010. Birgitta Jónsdóttir van de IJslandse Burgerbeweging was de hoofdsponsor van het voorstel, 19 andere parlementsleden (van de 63) van alle partijen in het parlement ondersteunden het voorstel door cosponsoring.
Het voorstel dat op 16 juni 2010 werd aangenomen was geen definitieve wetgeving. In plaats daarvan begon er een proces van uitwerking om de 13 verschillende wetten aan te passen volgens de specificaties van het voorstel. Dit proces om de wetgeving aan te passen zal naar verwachting in juni 2011 zijn voltooid.

## Elementen van de wet
Het voorstel omvatte:
- Een ultra-moderne openbaarheid van bestuur, gebaseerd op de aanbevelingen uit 2009 van de Raad van Europa en de Organisatie van Amerikaanse Staten samen met moderne elementen uit de wetten van openbaarheid van bestuur van Estland, Schotland, Noorwegen en ook het Verdrag van Århus.
- Klokkenluider-bescherming: Bescherming voor diegenen die in de openbaarheid treden om zaken te onthullen die belangrijk zijn voor het algemeen belang, gebaseerd op de Amerikaanse False Claims Act en de US Military Whistleblowers Act.
- Bronbescherming: Bescherming voor anonieme bronnen die een poging wagen te communiceren met het publiek na belofte van vertrouwelijkheid door een journalist of mediaorganisatie. Gebaseerd op nieuwe EER-wetgeving.
- Bescherming van de bron-communicatie van journalisten: Bescherming voor de communicatie tussen een anonieme bron en een mediaorganisatie en intern binnen een mediaorganisatie voorafgaand aan de publicatie. Based on the Belgium source protection law of 2005. Op basis van de Belgische wet op de bescherming van bronnen van 2005.
- Beperking voorafgaande beperkingen: Voorafgaande beperkingen betreffen de dwang van een uitgever, een overheidsinstantie of een gerechtelijk systeem om de publicatie van een specifieke kwestie te voorkomen. Hoewel de IJslandse grondwet voorziet in het recht op vrijheid van meningsuiting, zijn er kleine aanpassingen nodig om de mogelijkheid van voorafgaande beperkingen te verminderen.
- Bescherming van tussenpersonen (internet service providers): Immuniteit voor "mere conduits", internetproviders en telecomproviders.
- Bescherming tegen "laster-toerisme" en andere buitengerechtelijke misbruiken: De niet-naleving van buitenlandse vonnissen die de IJslandse bescherming van de vrijheid van meningsuiting schenden en de mogelijkheid om in IJsland een tegen-proces te starten tegen een partij die de strijd aanbindt die een berekende poging doet om de vrijheden van informatie en meningsuiting te onderdrukken van een IJslandse entiteit. Geïnspireerd op de wetgeving die aangenomen is in de Amerikaanse staten New York en Florida en voorgestelde wetgeving elders.
- Statuut van beperkingen op de publicatie van aansprakelijkheden: Recente uitspraken in Europa stellen dat elke gepubliceerde pagina opnieuw te bekijken moet zijn, ongeacht hoelang geleden het materiaal werd uitgebracht. Dit heeft geresulteerd in de stille verwijdering van onderzoeksartikelen van kranten, waaronder diegene meer dan vijf jaar geleden in de online archieven van de Guardian en andere grote kranten.
- Proces-beschermingen: De meerderheid van de rechtszaken in verband met publicatie regelen zich vóór de definitieve uitspraak. Vandaar dat het gerechtelijk proces zelf er voor moet zorgen dat het niet gebruikt wordt om meningsuiting te onderdrukken door ongelijke toegang tot de rechter, dagvaardingen, of andere korte moties. Proces-beschermingen (de zogenaamde anti-Slappwetten in de Verenigde Staten) staan een rechter toe om vast te stellen dat een zaak betrekking heeft op de vrije meningsuiting, waarbij er op dat moment beschermende maatregelen geactiveerd worden om dergelijk misbruik te voorkomen.
- Virtuele vennootschappen met beperkte aansprakelijkheid: Gebaseerd op de LLC-wetgeving gebruikt in de Amerikaanse staat Vermont.

## Ondersteunende en onderschrijvende partijen
Het IMMI-project werd gezamenlijk georganiseerd door tal van organisaties en leden van het IJslandse parlement. De belangrijkste onderschrijvende partijen waren Eva Joly, de Index on Censorship, de Icelandic Digital Freedoms Society, WikiLeaks en IJslandse parlementsleden zoals Birgitta Jónsdóttir en Róbert Marshall. Het project kreeg ook openbare steunbetuigingen van diverse organisaties zoals Global Voices, La Quadrature du Net en het Free Knowledge Institute.